# Liste der Gemeinden im Landkreis Wesermarsch

Karte des Landkreises Wesermarsch

Die Liste der Gemeinden im Landkreis Wesermarsch gibt einen Überblick über die neun kleinsten Verwaltungseinheiten des Landkreises. Drei der Gemeinden sind Städte. Nordenham ist eine Mittelstadt, die Kreisstadt Brake und Elsfleth sind Kleinstädte.
Der Landkreis wurde im Zuge der Oldenburgischen Verwaltungsreform im Jahr 1933 aus den Ämtern Butjadingen, Brake und Elsfleth sowie eines Teiles des Amtes Varel gegründet. Die heutige Größe bekam der Landkreis Wesermarsch im Zuge der im Jahr 1974 durchgeführten Gebietsreform. Der Landkreis gab die damalige Gemeinde Landwürden auf der östlichen Weserseite, die historisch gesehen wie der gesamte Landkreis zum Großherzogtum Oldenburg gehörte, an den Landkreis Cuxhaven ab.
Alle Gemeinden des Landkreises sind Einheitsgemeinden.
Die Insel Mellum ist weder Teil einer Gemeinde noch Teil eines Landkreises (→ siehe Abschnitt "Zugehörigkeit" im Artikel über die Insel).

## Beschreibung
Der Landkreis hat eine Gesamtfläche von 821,92 km2. Die größte Fläche innerhalb des Landkreises haben die Gemeinden Butjadingen mit 129,02 km2 und Ovelgönne mit 123,81 km2. Zwei Gemeinden haben eine Fläche die größer ist als 110 km2, darunter die Stadt Elsfleth, eine Gemeinde hat eine Fläche von über 90 km2 und zwei Gemeinden haben eine Fläche von über 80 km2, darunter die Stadt Nordenham. Die zwei kleinsten Gemeinden haben eine Fläche von über 30 km2, das sind die Kreisstadt Brake mit 38,18 km2 und die Gemeinde Lemwerder mit 36,38 km2.
Den größten Anteil an der Bevölkerung des Landkreises von 89.316 Einwohnern haben die Städte Nordenham mit 26.147 Einwohnern, Brake mit 15.173 Einwohnern und Elsfleth mit 9046 Einwohnern. Von den restlichen Gemeinden haben jeweils zwei über 7.000, 6.000 beziehungsweise 5.000 Einwohner. Die drei von der Einwohnerzahl her kleinsten Gemeinden sind Butjadingen mit 5905 Einwohnern, Jade mit 5953 und Ovelgönne mit 5407 Einwohnern.
Der gesamte Landkreis Wesermarsch hat eine Bevölkerungsdichte von 109 Einwohnern pro km2. Die größte Bevölkerungsdichte innerhalb des Kreises haben die Städte Brake mit 397 Einwohnern pro km2 und Nordenham mit 300, gefolgt von der Gemeinde Lemwerder mit 191. Alle anderen Gemeinden haben eine Bevölkerungsdichte von unter 100 Einwohnern pro km2. Die am dünnsten besiedelten Gemeinden sind Jade mit 64, Butjadingen mit 46 und Ovelgönne mit 44 Einwohnern pro km2.

## Legende
- Gemeinde: Name der Gemeinde beziehungsweise Stadt
- Teilorte: Aufgezählt werden die ehemals selbständigen Gemeinden der Verwaltungseinheit. Dazu ist das Jahr der Eingemeindung angegeben.
- Wappen: Wappen der Gemeinde beziehungsweise Stadt
- Karte: Zeigt die Lage der Gemeinde beziehungsweise Stadt im Landkreis
- Fläche: Fläche der Stadt beziehungsweise Gemeinde, angegeben in Quadratkilometer
- Einwohner: Zahl der Menschen die in der Gemeinde beziehungsweise Stadt leben (Stand: 31. Dezember 2023[1])
- EW-Dichte: Angegeben ist die Einwohnerdichte, gerechnet auf die Fläche der Verwaltungseinheit, angegeben in Einwohner pro km2 (Stand: 31. Dezember 2023[2])
- Höhe: Höhe der namensgebenden Ortschaft beziehungsweise Stadt in Meter über Normalnull
- Bild: Bild aus der jeweiligen Gemeinde beziehungsweise Stadt

## Gemeinden
| Gemeinde                                         | Teilorte | Wappen                             | Karte                                                  | Fläche | Einwohner | EW- Dichte | Höhe | Bild |
| ------------------------------------------------ | --- | ---------------------------------- | ------------------------------------------------------ | ------ | --------- | ---------- | ---- | --- |
| Landkreis Wesermarsch                            | | Wappen des Landkreises Wesermarsch | Lage des Landkreises Wesermarsch in Niedersachsen      | 821,92 | 89,316    | 109        |      | Denkmal "Hartwarder Friese" in Rodenkirchen (Gemeinde Stadland) – erinnert an die Schlacht bei Altenesch vom 27. Mai 1234, die entscheidende Schlacht des Stedingerkrieges |
| Berne                                            | Berne | Wappen der Gemeinde Berne          | Lage der Gemeinde Berne im Landkreis Wesermarsch       | 85,2   | 7.118     | 84         | 6    | Kirche St. Marien im Ortsteil Neuenhuntorf |
| Brake (Kreisstadt)                               | Brake Golzwarden (1974) Schmalenfleth (1974)                                                                          | Wappen der Stadt Brake             | Lage der Stadt Brake im Landkreis Wesermarsch          | 38,18  | 15,173    | 397        | 3    | der 1846 erbaute optische Telegraph in Brake, das Wahrzeichen der Stadt – seit 1960 das „Schifffahrtsmuseum der Oldenburgischen Weserhäfen“                                |
| Butjadingen                                      | Burhave Langwarden Stollham (Zusammenschluss 1974)                                                                    | Wappen der Gemeinde Butjadingen    | Lage der Gemeinde Butjadingen im Landkreis Wesermarsch | 129,02 | 5.905     | 46         | 2    | für die Gemeinde typische Landschaft mit Entwässerungskanal und Windkraftanlagen im Hintergrund                                                                            |
| Elsfleth (Stadt)                                 | Elsfleth Moorriem (1974)                                                                                              | Wappen der Stadt Elsfleth          | Lage der Stadt Elsfleth im Landkreis Wesermarsch       | 115,15 | 9.046     | 79         | 3    | Hubbrücke Huntebrück bei Elsfleth. Die älteste (1953) und größte noch existierende Hubbrücke in Deutschland                                                                |
| Jade                                             | Jade | Wappen der Gemeinde Jade           | Lage der Gemeinde Jade im Landkreis Wesermarsch        | 93,57  | 5.953     | 64         | 5    | Tier- und Freizeitpark Jaderberg |
| Lemwerder (die Gemeinde hieß bis 1972 Altenesch) | Lemwerder | Wappen der Gemeinde Lemwerder      | Lage der Gemeinde Lemwerder im Landkreis Wesermarsch   | 36,38  | 6.933     | 191        | 1    | Kapelle am Deich in Lemwerder – das älteste Gebäude in Lemwerder |
| Nordenham (Stadt)                                | Nordenham Abbehausen (1974) Ellwürden (1974) Esenshamm (1974)                                                         | Wappen der Stadt Nordenham         | Lage der Stadt Nordenham im Landkreis Wesermarsch      | 87,2   | 26,147    | 300        | 3    | Hafenkran im Hafen von Nordenham |
| Ovelgönne                                        | Ovelgönne |                                    | Lage der Gemeinde Ovelgönne im Landkreis Wesermarsch   | 123,81 | 5.407     | 44         | 4    | Wassermühle Ovelgönne |
| Stadland                                         | Rodenkirchen Schwei Seefeld Kleinensiel (gehörte vor der Gebietsreform zur Gemeinde Esenshamm) (Zusammenschluss 1974) | Wappen der Gemeinde Stadland       | Lage der Gemeinde Stadland im Landkreis Wesermarsch    | 113,38 | 7.634     | 67         | 1    | außer Dienst gestellter Niederdruck-Turbinenläufer aus dem Kernkraftwerk Unterweser, das im Gemeindegebiet liegt                                                           |